# Rockets de Tacoma (LHOu)
Pour l'équipe de la Western Hockey League, voir Rockets de Tacoma (WHL).
Les Rockets de Tacoma sont une équipe de hockey sur glace de la Ligue de hockey de l'Ouest qui était basée à Tacoma dans l'État de Washington. L'équipe a été créée en 1991 dans le cadre d'une expansion de la LHOu mais en raison d'une faible affluence, elle a déménagé au bout de quatre saisons pour devenir les Rockets de Kelowna.

## Statistiques
| No | Saison    | PJ | V  | D  | N | BP  | BC  | Pts | Classement | Séries éliminatoires                   | Entraîneur    |
| -- | --------- | -- | -- | -- | - | --- | --- | --- | ---------- | -------------------------------------- | ------------- |
| 1  | 1991-1992 | 72 | 24 | 43 | 5 | 273 | 346 | 53  | 6e ouest   | Défaite en quart de finale de division | Marcel Comeau |
| 2  | 1992-1993 | 72 | 45 | 27 | 0 | 324 | 259 | 90  | 2d ouest   | Défaite en quart de finale de division | Marcel Comeau |
| 3  | 1993-1994 | 72 | 33 | 34 | 5 | 303 | 301 | 71  | 3e ouest   | Défaite en demi-finale de division     | Marcel Comeau |
| 4  | 1994-1995 | 72 | 43 | 27 | 2 | 294 | 246 | 88  | 2d ouest   | Défaite en tour Robin                  | Marcel Comeau |